# Trichieurina crinita
Trichieurina crinita är en tvåvingeart som beskrevs av Nartshuk 1968. Trichieurina crinita ingår i släktet Trichieurina och familjen fritflugor. Inga underarter finns listade i Catalogue of Life.